# The Voice Kids (Hà Lan) mùa thứ nhất
The Voice Kids là một chương trình tiếng Hà Lan được sản xuất bởi công ty Talpa Productions và được phát sóng trên kênh RTL4. Chương trình này được dựa trên chương trình The Voice of Holland. Thí sinh tham gia cuộc thi phải có độ tuổi từ 6 đến 14.
Dẫn chương trình bao gồm Martijn Krabbé và Wendy van Dijk. Chương trình có 3 đội gồm 4 huấn luyện viên là Angela Groothuizen, Marco Borsato, và Nick & Simon.

## Huấn luyện viên và các ứng viên vòng chung kết
- Đội chiến thắng
- Đội về nhì
- Đội về ba

| Mùa thi | HLV và thí sinh vòng Biểu diễn trực tiếp | HLV và thí sinh vòng Biểu diễn trực tiếp | HLV và thí sinh vòng Biểu diễn trực tiếp | HLV và thí sinh vòng Biểu diễn trực tiếp |
| 1       | Marco Borsato                            | Nick & Simon                             | Angela Groothuizen                       |                                          |
| ------- | ---------------------------------------- | ---------------------------------------- | ---------------------------------------- | ---------------------------------------- |
| 1       | Melissa Meewisse Vajèn van den Bosch     | Channah van Wingerden Dave Dekker        | Fabiënne Bergmans Lieke van 't Veer      |                                          |
| 2       | Angela Groothuizen                       | Marco Borsato                            | Nick & Simon                             |                                          |
| 2       | Jurre Otto Silvana Plaisier              | Laura van Kaam Jesse Pardon              | Irene Dings Joep Reijnen                 |                                          |
| 3       | Nick & Simon                             | Angela Groothuizen                       | Marco Borsato                            |                                          |
| 3       | Isabel Provoost Katrina Malabanan        | Stephanie Habets Nieloefaar Bahadori     | Ayoub Maach Demi van Wijngaarden         |                                          |
| 4       | Marco Borsato                            | Nick & Simon                             | Angela Groothuizen                       |                                          |
| 4       | TBA                                      | TBA                                      | TBA                                      |                                          |